# Theodore Rodenburg
Theodore Rodenburg (Antwerpen, 1574 – aldaar, oktober 1644) was een Nederlandse dichter, toneelschrijver, diplomaat en koopman tijdens de Gouden Eeuw. Zijn voornaam wordt ook wel gegeven als Theodoor, Theodorus, Dirk of Dirck en zijn achternaam als Rodenburgh.
Rodenburg was afkomstig uit een voornaam Amsterdams geslacht. Tot 1602 verbleef hij in Portugal, Italië en Frankrijk. In Italië zou hij gestudeerd hebben; in Portugal en Frankrijk trad hij als diplomaat op. Hij verbleef van 1607 tot 1611 in Amsterdam, waarna hij op een diplomatieke missie naar Spanje gestuurd werd en tot 1613 in Madrid verbleef. Door zijn vele buitenlandse reizen had hij een bredere kennis van niet-Nederlandse literatuur dan andere toneelschrijvers van zijn tijd. Tijdens zijn periode in Spanje werd hij hevig beïnvloed door het werk van Lope de Vega, die hij in Madrid ontmoette, en vertaalde hij een aantal van Lope de Vega's toneelstukken in het Nederlands. Ook vertaalde hij The Revenger's Tragedy van de Engelse toneelschrijver Cyril Tourneur naar het Nederlands als het Wraeck-gierigers treurspel (1618). Rodenburgs eerste toneelstuk, de Trouwen Batavier (1601), was een bewerking van Guarini's Pastor Fido, maar Rodenburg verplaatste de handelingen naar het Haagse Bos.
In Amsterdam was hij lid van 't Wit Lavendel, een rederijkerskamer (toneelgezelschap van Vlaamse vluchtelingen in Nederland), samen met onder meer Joost van den Vondel. In 1617 ging hij over naar een andere rederijkerskamer, De Egelantier, om een poëtische strijd aan te binden met de Nederduytsche Academie van Bredero, Coster en Hooft. Bredero deed Rodenburg af als te pretentieus.
In 1619 vertrok Rodenburg uit Amsterdam en verbleef enkele jaren in Denemarken en Engeland als diplomaat en koopman. In 1638 onderhield hij een briefwisseling met Jan Harmensz. Krul, een schrijver van pastorales. In 1628 vestigde hij zich in Antwerpen, waar hij als bestuurder van de verenigde Hanzesteden in 1644 stierf.

## Werken
- Trouwen Batavier (1601)
- Batavierse Vryagie-spel (1616)
- Casandra. Hertoginne van Borgonie en Karel Baldeus (1617)
- Hertoginne Celia en Grave Prospero (1617)
- Ialoerse studenten (1617)
- Wraeck-gierigers treurspel (1618)
- Eglentiers poëtens borst-weringh (1619)
- Aurelia (1632)
- Mays treur-bly-eynde-spel (1634)
- Vrou Jacoba (1638)